# Bolland & Bolland

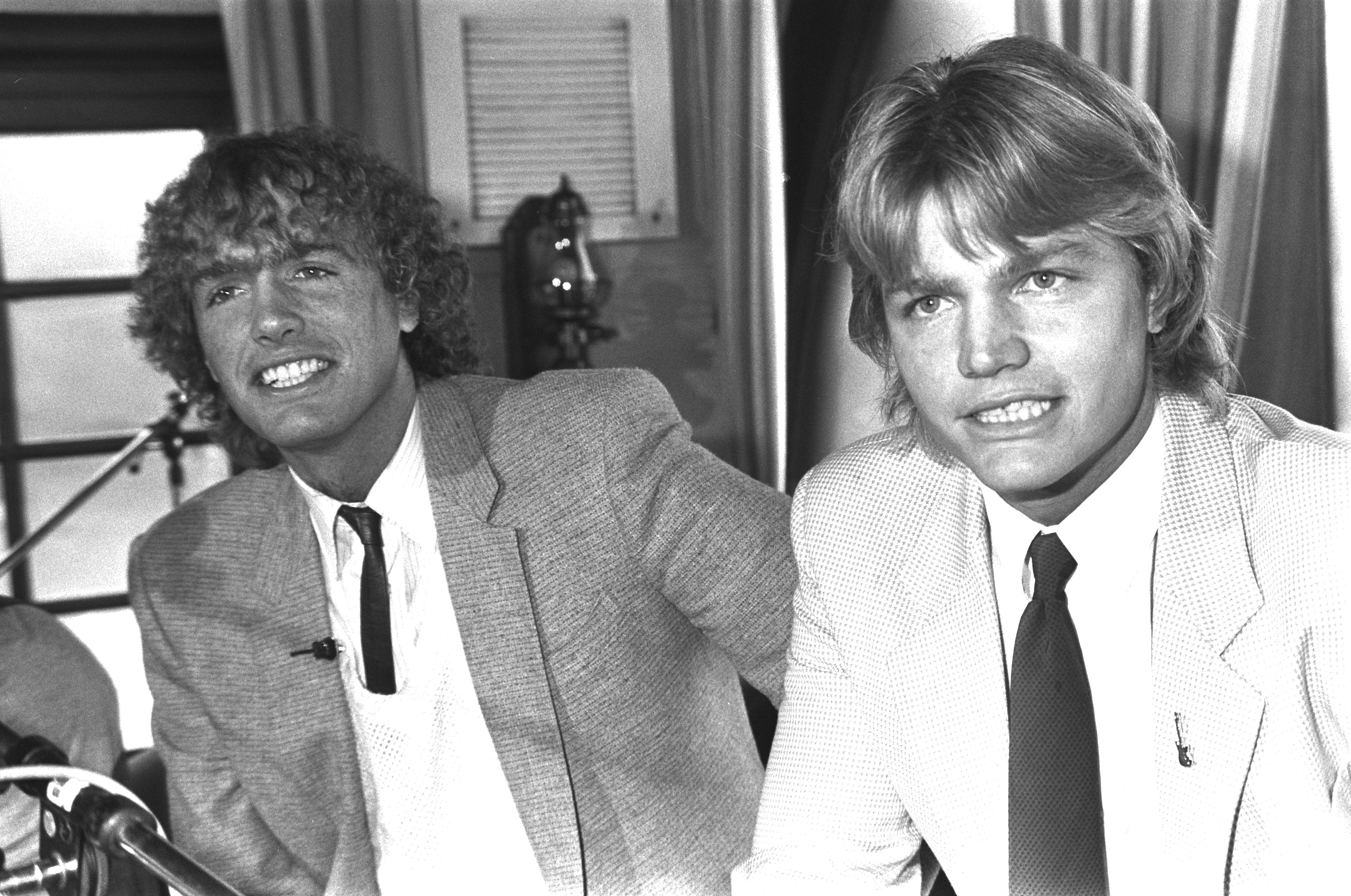
Bolland & Bolland (1981)

Die Brüder Robert Johannes „Rob“ Bolland (* 17. April 1955 in Port Elizabeth, Südafrika) und Ferdinand Derek „Ferdi“ Bolland (* 5. August 1956 in Port Elizabeth) sind ein niederländisches Produzenten-Duo, genannt Bolland & Bolland. Daneben sind sie auch als Musiker, Sänger und Komponisten für andere Künstler tätig.

## Werdegang
Beide lernten sehr früh von ihrem älteren Bruder Tom Bolland, Gitarre zu spielen. Schon als 10- bzw. 11-Jährige wurden sie in Südafrika entdeckt und hätten fast einen Schallplattenvertrag bekommen. 1969 zog die Familie Bolland nach Den Haag in den Niederlanden. Dort spielten die Brüder in verschiedenen Bands. Als Bolland & Bolland schrieben oder produzierten sie einige Songs und Alben für Falco (Rock Me Amadeus, Jeanny, Vienna Calling), Roger Chapman (Techno Prisoners) und den niederländischen Schlagersänger Gerard Joling (Without Your Love, Nightlife). Von Bolland & Bolland stammen auch die Titelmusiken einiger Fernsehshows, wie zum Beispiel Rudi Carrells Laß Dich überraschen.
Auch mit ihren eigenen Singles wie z. B. Summer of '71 und Tears of Ice konnten sie in die niederländischen und deutschen Charts vordringen. Mit In the Army Now hatten sie 1981 in mehreren skandinavischen Ländern Charterfolge, während es in Deutschland nur zu Radioeinsätzen reichte. In einer 1986 veröffentlichten Coverversion von Status Quo wurde der Song dann ein europaweiter Hit.
Unter dem Namen The Bolland Project veröffentlichten sie nach 1992 mehrere Singles. Am bekanntesten und erfolgreichsten war das 1998 gemeinsam mit der Sängerin Alida aufgenommene Tribute to Falco. Der österreichische Sänger, mit dem die Bolland-Brüder Mitte der 1980er Jahre große Erfolge feiern konnten (v. a. mit dem weltweiten Hit Rock Me Amadeus), war wenige Wochen zuvor tödlich verunglückt.
2003 stellten sie in Rotterdam ihr Musical Die drei Musketiere nach dem Roman von Alexandre Dumas d. Ä. vor. Es folgte daraufhin ihre Trennung als musikalisches Duo sowie privat.

## Diskographie

### Alben
| Jahr | Titel                               | Höchstplatzierung, Gesamtwochen, AuszeichnungChartplatzierungen (Jahr, Titel, Platzierungen, Wochen, Auszeichnungen, Anmerkungen) | Höchstplatzierung, Gesamtwochen, AuszeichnungChartplatzierungen (Jahr, Titel, Platzierungen, Wochen, Auszeichnungen, Anmerkungen) | Anmerkungen             |
| Jahr | Titel                               | DE | NL | Anmerkungen             |
| ---- | ----------------------------------- | --- | --- | ----------------------- |
| 1987 | Brotherology                        | DE44 (6 Wo.)DE | — |                         |
| 1991 | Darwin - The Evolution              | — | NL65 (6 Wo.)NL | als The Bolland Project |
| 2017 | The Golden Years of Dutch Pop Music | — | NL61 (1 Wo.)NL |                         |

Weitere Alben
- 1981: The Domino Theory (TELDEC)
- 1984: Silent Partners (TELDEC)
- 1989: Pop Art (East West Records GmbH)
- 1991: Dream Factory (East West Records GmbH)
- 2004: Greatest Hits (EMI Catalogue Marketing)

### Singles
| Jahr | Titel Album                 | Höchstplatzierung, Gesamtwochen, AuszeichnungChartplatzierungen (Jahr, Titel, Album, Platzierungen, Wochen, Auszeichnungen, Anmerkungen) | Höchstplatzierung, Gesamtwochen, AuszeichnungChartplatzierungen (Jahr, Titel, Album, Platzierungen, Wochen, Auszeichnungen, Anmerkungen) | Anmerkungen                                       |
| Jahr | Titel Album                 | DE | NL | Anmerkungen                                       |
| ---- | --------------------------- | --- | --- | ------------------------------------------------- |
| 1972 | Summer Of ’71 Florida       | — | NL19 (5 Wo.)NL |                                                   |
| 1972 | Wait for the Sun Florida    | — | NL11 (6 Wo.)NL |                                                   |
| 1973 | Ooh La La                   | — | NL27 (3 Wo.)NL |                                                   |
| 1974 | Mexico, I Can’t Say Goodbye | — | NL16 (8 Wo.)NL |                                                   |
| 1975 | You Make Me Feel So High    | — | NL31 (3 Wo.)NL |                                                   |
| 1976 | The Last Apache             | — | NL25 (4 Wo.)NL |                                                   |
| 1978 | Spaceman                    | — | NL14 (7 Wo.)NL |                                                   |
| 1987 | Tears of Ice Brotherology   | DE11 (19 Wo.)DE | — | Titelsong des Fernsehfilms Tatort: Spielverderber |
| 1990 | The Wall Came Tumbling Down | — | NL23 (4 Wo.)NL |                                                   |
| 1998 | Tribute to Falco            | DE95 (1 Wo.)DE | — | als The Bolland Project feat. Alida               |

Weitere Singles
- 1974: Dream Girl (Mädchen meiner Träume)
- 1976: Souvenir / All Summer Long
- 1977: Time of Your Life
- 1978: U.F.O. (We Are Not Alone) / Funkadelic Man
- 1978: Hold on / Outlaws Paradise
- 1982: You’re in the Army Now (TELDEC)
- 1983: Heaven Can Wait / You’re in the Army Now (TELDEC)
- 1984: Ten American Girls / Night of the shooting Stars
- 1984: Imagination / The Boat (F1 Team)
- 1985: Imagination / Feels So Good (TELDEC)
- 1985: The Boat / Das Boot
- 1985: The Boat (Special Remix) / A Bordo (Italian Version)
- 1985: The Boat – the 'Recovery of the Titanic' (Ultra Panic-Remix-Version) / All Systems Go Go – 12" Maxi-Single (TELDEC)
- 1987: Best Love of My Life / Rhapsody in Rock (TELDEC)
- 1988: And the World Turns on (The European Mix) / And the World Turns on (The U.S.A. Mix)
- 1991: Broadcast News – The World Is Burning (EastWest Records GmbH)

### Autorenbeteiligungen und Produktionen
| Jahr | Titel Interpret                                    | Höchstplatzierung, Gesamtwochen, AuszeichnungChartplatzierungen (Jahr, Titel, Interpret, Platzierungen, Wochen, Auszeichnungen, Anmerkungen) | Höchstplatzierung, Gesamtwochen, AuszeichnungChartplatzierungen (Jahr, Titel, Interpret, Platzierungen, Wochen, Auszeichnungen, Anmerkungen) | Höchstplatzierung, Gesamtwochen, AuszeichnungChartplatzierungen (Jahr, Titel, Interpret, Platzierungen, Wochen, Auszeichnungen, Anmerkungen) | Höchstplatzierung, Gesamtwochen, AuszeichnungChartplatzierungen (Jahr, Titel, Interpret, Platzierungen, Wochen, Auszeichnungen, Anmerkungen) | Höchstplatzierung, Gesamtwochen, AuszeichnungChartplatzierungen (Jahr, Titel, Interpret, Platzierungen, Wochen, Auszeichnungen, Anmerkungen) | Höchstplatzierung, Gesamtwochen, AuszeichnungChartplatzierungen (Jahr, Titel, Interpret, Platzierungen, Wochen, Auszeichnungen, Anmerkungen) | Anmerkungen         |
| Jahr | Titel Interpret                                    | DE | AT | CH | UK | US | NL | Anmerkungen         |
| ---- | -------------------------------------------------- | --- | --- | --- | --- | --- | --- | ------------------- |
| 1979 | Late Night Show Tiffany                            | — | — | — | — | — | NL24 (7 Wo.)NL |                     |
| 1979 | Colorado Xandra                                    | — | — | — | — | — | NL37 (2 Wo.)NL |                     |
| 1980 | Presidental Suite Tiffany                          | — | — | — | — | — | NL27 (5 Wo.)NL |                     |
| 1985 | Rock Me Amadeus Falco                              | DE1 Gold · (23 Wo.)DE | AT1 (24 Wo.)AT | CH2 (20 Wo.)CH | UK1 Gold · (15 Wo.)UK | US1 (17 Wo.)US | NL3 (10 Wo.)NL | Verkäufe: + 857.500 |
| 1985 | Vienna Calling Falco                               | DE4 (19 Wo.)DE | AT3 (16 Wo.)AT | CH7 (11 Wo.)CH | UK10 (9 Wo.)UK | US18 (14 Wo.)US | — |                     |
| 1985 | Jeanny, Part I Falco                               | DE1 Gold · (21 Wo.)DE | AT1 (19 Wo.)AT | CH1 (16 Wo.)CH | UK68 (4 Wo.)UK | — | NL1 Gold · (13 Wo.)NL | Verkäufe: + 325.000 |
| 1986 | Jeannie (Die reine Wahrheit) Frank Zander          | DE13 (9 Wo.)DE | AT4 (8 Wo.)AT | CH21 (4 Wo.)CH | — | — | — |                     |
| 1986 | The Sound of Musik Falco                           | DE4 (17 Wo.)DE | AT4 (14 Wo.)AT | CH11 (8 Wo.)CH | UK61 (3 Wo.)UK | — | — |                     |
| 1986 | In the Army Now Status Quo                         | DE1 (19 Wo.)DE | AT1 (16 Wo.)AT | CH1 (14 Wo.)CH | UK4 Silber · (14 Wo.)UK | — | NL11 (7 Wo.)NL | Verkäufe: + 750.000 |
| 1986 | Coming Home (Jeanny Part 2, ein Jahr danach) Falco | DE1 (16 Wo.)DE | AT4 (15 Wo.)AT | CH3 (9 Wo.)CH | — | — | — |                     |
| 1987 | Emotional Falco                                    | DE50 (5 Wo.)DE | — | — | UK85 (3 Wo.)UK | — | — |                     |
| 1988 | Wiener Blut Falco                                  | DE9 (11 Wo.)DE | AT4 (10 Wo.)AT | CH24 (5 Wo.)CH | — | — | — |                     |
| 1988 | Love House Samantha Fox                            | DE25 (12 Wo.)DE | — | CH19 (4 Wo.)CH | UK32 (6 Wo.)UK | — | NL10 (7 Wo.)NL |                     |
| 1990 | La Colegiala Sandra Reemer                         | — | — | — | — | — | NL23 (5 Wo.)NL |                     |
| 1991 | Huis In De Zon Rob De Nijs                         | — | — | — | — | — | NL23 (5 Wo.)NL |                     |
| 1992 | Titanic Falco                                      | DE47 (4 Wo.)DE | AT3 (18 Wo.)AT | — | — | — | — |                     |
| 1992 | Airborne Mix The Heavy’s                           | — | — | CH31 (4 Wo.)CH | — | — | — |                     |
| 1992 | Dance Mephisto Falco                               | — | AT17 (3 Wo.)AT | — | — | — | — |                     |
| 1996 | 50 Jaar Brood & Vrienten                           | — | — | — | — | — | NL33 (3 Wo.)NL |                     |
| 2000 | Mope Bloodhound Gang                               | DE34 (8 Wo.)DE | — | CH77 (7 Wo.)CH | — | — | — |                     |
| 2000 | Follow That Dream                                  | — | — | — | — | — | NL25 (6 Wo.)NL |                     |
| 2001 | Jeanny Reamonn feat. Xavier Naidoo                 | DE18 (9 Wo.)DE | AT31 (8 Wo.)AT | CH86 (5 Wo.)CH | — | — | — |                     |
| 2003 | Alles Tooske Breugem & Bastiaan Ragas              | — | — | — | — | — | NL2 (10 Wo.)NL |                     |
| 2005 | NDW 2005 Fler                                      | DE9 (17 Wo.)DE | AT19 (15 Wo.)AT | — | — | — | — |                     |
| 2005 | An Tagen wie diesen Fettes Brot mit Finkenauer     | DE9 (26 Wo.)DE | AT10 (26 Wo.)AT | CH69 (7 Wo.)CH | — | — | — |                     |
| 2007 | Männer des Westens (T. Börger Version 2007) Falco  | DE55 (5 Wo.)DE | AT14 (7 Wo.)AT | — | — | — | — |                     |
| 2009 | Ici les Enfoirés Les Enfoirés                      | — | — | CH29 (8 Wo.)CH | — | — | — |                     |
| 2011 | Vienna Calling Massimo Schena & Lukas Plöchl       | — | AT72 (1 Wo.)AT | — | — | — | — |                     |
| 2018 | Rock Me Amadeus Sun Diego x Falco                  | DE71 (2 Wo.)DE | AT63 (1 Wo.)AT | — | — | — | — |                     |

## Auszeichnungen für Musikverkäufe
Goldene Schallplatte
- Frankreich
  - 1986: für die Autorenbeteiligung In the Army Now (Status Quo)
- Neuseeland
  - 1986: für die Autorenbeteiligung und Produktion Rock Me Amadeus (Falco)

Platin-Schallplatte
- Kanada
  - 1986: für die Autorenbeteiligung und Produktion Rock Me Amadeus (Falco)

Anmerkung: Auszeichnungen in Ländern aus den Charttabellen bzw. Chartboxen sind in ebendiesen zu finden.
| Land/RegionAuszeichnungen für Musikverkäufe (Land/Region, Auszeichnungen, Verkäufe, Quellen) | Silber  | Gold     | Platin  | Verkäufe | Quellen                   |
| -------------------------------------------------------------------------------------------- | ------- | -------- | ------- | -------- | ------------------------- |
| Deutschland (BVMI)                                                                           | —       | 2× Gold2 | —       | 500.000  | musikindustrie.de         |
| Frankreich (SNEP)                                                                            | —       | Gold1    | —       | 500.000  | infodisc.fr               |
| Kanada (MC)                                                                                  | —       | —        | Platin1 | 100.000  | musiccanada.com           |
| Neuseeland (RMNZ)                                                                            | —       | Gold1    | —       | 7.500    | aotearoamusiccharts.co.nz |
| Niederlande (NVPI)                                                                           | —       | Gold1    | —       | 75.000   | nvpi.nl                   |
| Vereinigtes Königreich (BPI)                                                                 | Silber1 | Gold1    | —       | 750.000  | bpi.co.uk                 |
| Insgesamt                                                                                    | Silber1 | 6× Gold6 | Platin1 |          |                           |